# Station Bagshot
Bagshot is een station van National Rail in Bagshot, Surrey Heath in Engeland. Het station is eigendom van Network Rail en wordt beheerd door South Western Railway. 

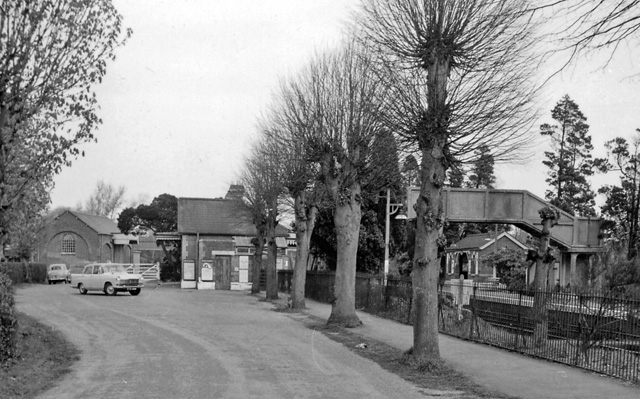
Station in 1964